# Газијантеп
Газијантеп (тур. Gaziantep) је град у Турској у вилајету Газијантеп. Према процени из 2009. у граду је живело 1.279.607 становника.
Овај град је вероватна локација древног хеленистичког града Антиохија у Таурусу. Градска историја сеже до давне епохе Хетита и још даље до неолита. Овде су владали Римљани, Византинци, Арапи, крсташи, Турци Селџуци и мамелуци. Турци Османлије освојили су Газијантеп 1516.
Газијантеп представља спој оријенталне и европске културе и важи за један од најстаријих непрестано насељених градова на свету. Према неким подацима, на месту данашњег Газијантепа постојало је насеље још пре 5.650 година. Газијантеп је данас познат по машинској производњи тепиха и пољопривреди (пистаћи, маслине, грожђе).

## Становништво
Газиантеп је углавном насељен Турцима. Такође је насељен значајном мањином Курда, око 450 хиљада људи, и отприлике 470 хиљада сиријских избеглица. Према процени, у граду је 2009. живело 1.279.607 становника.
| 1990.   | 2000.   |
| ------- | ------- |
| 603.434 | 853.513 |

## Међународни односи

### Партнерски градови — братски градови
Газиантеп је побратимљен са:
- Алеп
- Ариана
- Цетиње
- Дуизбург
- Ирбид
- Карлстад
- Керманшах
- Харков
- Кувајт
- Лудвигсхафен на Рајни
- Никозија
- Острава
- Триполи
- Цеље
- Дубаи
- Најмеген
- Фиренца
- Вибо Валенција
- Седертеље
- Београд
- Сабарагамува